# Я люблю (фильм, 1936)
«Я люблю» — советский чёрно-белый художественный фильм 1936 года, снятый режиссёром Леонидом Луковым по сценарию Александра Авдеенко. В основу положена первая часть одноимённого романа Авдеенко о шахтёрах Донбасса в дореволюционное время.
Считается первым в мире игровым фильмом о Донбассе. Фильм входит в число 100 лучших фильмов в истории украинского кино.

## Сюжет
Начало XX века. Много лет назад крестьянин Никанор оставил нищую деревню и пришел на заработки в Донбасс, став шахтёром. По его стопам пошёл и сын Остап, рабочий металлургического завода. Но теперь в деревне сдохла последняя корова, и жена Никанона и жена Остапа с детьми Варькой и Санькой переселяются к ним. Остап пытается улестить мастера Бутылочкина, угощая его обедом и водкой, чтобы тот посодействовал переводу Остапа в мастера из простых рабочих. Никанору это не нравится, и он устраивает взбучку Остапу. Сам же Никанор, видя, что для семьи нужно строить отдельную хату, просит у хозяина рудника тёс. Поняв, что хозяин забудет о его просьбе, Никанор бежит за двуколкой хозяина до самого склада. Увидев рвение и силу Никанона, хозяин приказывает выдать ему тёсу, сколько тот сможет унести. Никанор строит хату-землянку, которая даёт начало шахтёрскому посёлку Собачеевка. Тем временем Бутылочкин, заметив четырнадцатилетнюю Варьку, начинает проявлять к ней интерес.
Никанор идёт работать в 15-й забой, который избегают остальные шахтёры, поскольку там может произойти обвал. Однако за работу там готовы платить больше, а Никанору надо содержать семью. В конце концов обвал действительно происходит. Никанор остаётся жив, но его здоровье пошатнулось. Ему не разрешают работать по причине несоответствия медицинским требованиям. Чтобы доказать, что он ещё силён, Никанор сбрасывает с коляски хозяина кучера и Бутылочкина и сам правит лошадьми, разгоняя их и пугая хозяина. За это его избивают полицейские и привозят бездыханное тело к дому. Бутылочкин же от злости увольняет с завода Остапа.
Обезумевший Никанор начинает кайлом рушить стену своего дома, думая, что находится в шахте. Он отталкивает жену, старуха падает и умирает. Никанора связывают. Остап в отчаянии делится своим горем с соседом Гарбузом, и тот говорит ему, что существует «организация», которая отстаивает права рабочих и борется за лучшую жизнь для них. Никанор близок к смерти и просит дать ему лимон. Варька идёт в трактир к Бутылочкину, который достаёт для неё лимон, но пытается её совратить. С помощью подоспевшей Насти, любовницы Бутылочкина, даёт ему отпор, но вернувшись домой, узнаёт, что дедушка умер. Остап, увидев на ней подаренный Бутылочкиным платок, который в начале фильма сам ему преподнёс как взятку ради перевода в мастера, и, вероятно, учуяв запах вина, бьёт её за распутство, которое покроет позором и без того погрязшую в несчастьях семью, но позже соглашается с Гарбузом, что обидел дочь сгоряча и незаслуженно.
Когда по дороге несут гроб дедушки, навстречу едет коляска хозяина. Его кучер просит посторониться, но Остап требует самого хозяина уступить дорогу. Он хватает лошадей под уздцы и отводит их в сторону, коляска переворачивается и хозяин падает на землю. Поднявшись, он говорит, что хотя Никанор умер, теперь ему придётся ещё разбираться с Остапом. На это Санька отвечает, что он обязательно убьёт хозяина, когда вырастет.

## В ролях
- Александр Чистяков — Никанор
- Иван Чувелёв — Остап
- Даниил Введенский — Бутылочкин
- Александр Антонов — Гарбуз
- Владимир Гардин — хозяин
- Наталья Ужвий — Горпина, жена Остапа
- Гуля Королёва — Варька, дочь Остапа
- Федя Левицкий — Санька, сын Остапа
- Анна Егорова — жена Никанора
- Вера Шершнёва — Настя, рабочая на заводе
- Арсений Куц — коногон
- Леонид Кулаков — рабочий
- Лаврентий Масоха — половой
- Елена Тяпкина — жительница посёлка

## Создание
Луков приступил к съёмкам фильма, когда у него уже был опыт работы над документальными лентами о горняках Донбасса — фильмом «Итальянка» и серии киноочерков «Родина моя, комсомол».
Судя по сохранившемуся монтажному листу, в первоначальных титрах картины должен был быть подзаголовок «Первый фильм из кинотрилогии о Донбассе».
Слободу Собачеевку для фильма построили во дворе Киевской киностудии, как и шахту; автором декораций был Мориц Уманский.
Директор картины: Семен Бабанов.

## Отзывы
По словам Александра Брагинского, «Я люблю» — фильм «о мрачном прошлом дореволюционного Донбасса, где основной линией была борьба старика Никанора и его сыновей за право на человеческое счастье». Киновед отмечает, что «основная, стержневая линия» творчества Лукова была связана «с Донбассом, его прошлым и настоящим, а главное — с его людьми». «Я люблю» стал тем фильмом, который принёс Лукову известность.
По мнению Станислава Мензелевского, картина «не вызвала резонанса в кинематографических кругах», при этом это было «кино столь яркой, темпераментной формы», что оно «могло даже отпугнуть массового зрителя»; это «кино невероятной для 1936 года мощи выразительности, невынужденной, абсолютно органической метафизичности». Критик резюмирует содержание фильма как «историю трёх поколений одной семьи, работающей на донбасской шахте»:

…каждое поколение — своя суверенная структура. Эпический сказочный богатырь, родоначальник семейства Никанор Голота, его сын Остап — романный персонаж, и его внук Сашко, глазами которого это все увидено, — уже обещание некого нового жанра, структуры.